# طارق الجنايني
طارق الجنايني  منتج مصري أنتج العديد من الأعمال التلفزيونية والسينمائية مثل مسلسل حكايات بنات والعهد بالإضافة إلى العديد من البرامج أشهرها النسخة العربية من البرنامج الترفيهي ساترداي نايت لايف 

## السيرة الذاتية
منتج مصري ، بدأ دراسته في الولايات المتحدة، ثم عاد إلى مصر لإستكمال دراسته في الجامعة الأمريكية، إستهل حياته المهنية مع طارق نور الذي إستفاد من خبرته كثيرًا، ثم بدأ عمله الخاص به ومنه قدم العديد من البرامج المتميزة والجديدة وكان من أشهرها (الشقة،والهرم،والتجربة، والبطل)، كما قدم مسلسل السيت كوم .

## أعمال من إنتاجه

### الأفلام
- 2022: حامل اللقب

### المسلسلات
- 2009: حرمت يا بابا (جزآن)
- 2012: حكايات بنات (5 أجزاء)
- 2013: نيران صديقة
- 2014: إمبراطورية مين
- 2014: السبع وصايا
- 2015: البيوت أسرار
- 2015: العهد: الكلام المباح [7][8]
- 2016: الميزان [9][10]
- 2017: ريح المدام
- 2018: أبو عمر المصري
- 2020: مملكة إبليس (جزآن)
- 2021: وكل ما نفترق
- 2022: سوتس بالعربي
- 2024: حالة خاصة

### البرامج
- 2007: الشقة
- 2016: ساترداي نايت لايف بالعربي

## وصلات خارجية
- طارق الجنايني على موقع IMDb (الإنجليزية)
- طارق الجنايني على موقع الدهليز
- طارق الجنايني على موقع قاعدة بيانات الأفلام العربية